# 23 de abril
El 23 de abril es el 113.º (centésimo decimotercer) día del año en el calendario gregoriano y el 114.º en los años bisiestos. Quedan 252 días para finalizar el año.
Promulgado como el Día Internacional del Libro por la Unesco, en conmemoración de dos grandes escritores: el entierro de Miguel de Cervantes Saavedra (según el calendario gregoriano), la muerte (y probablemente también el nacimiento) de William Shakespeare (según el calendario juliano).

## Acontecimientos
- 215 a. C.: sobre el monte Capitolino (Roma), se inaugura un templo dedicado a Venus Erycina, para conmemorar la derrota romana en el lago Trasimeno.
- 599: el rey maya Uneh Chan de Calakmul ataca a la ciudad-estado rival Palenque en el sur de México, derrotando a la reina Yohl Ik'nal y saqueando la ciudad.
- 711: Dagoberto III sucede a su padre, el rey Childeberto III, como rey de los francos.
- 1014: en la batalla de Clontarf, Brian Ború derrota a los invasores vikingos, pero muere asesinado.
- 1229: en España, Alfonso IX de León conquista Cáceres.
- 1348: en Inglaterra, el rey Eduardo III funda la Orden de la Jarretera.
- 1516: en la actual Alemania, el duque Guillermo IV de Baviera redacta la primera ley que fijaba qué se entendía por cerveza. Esta Ley de Pureza (Reinheitsgebot) establecía que para elaborar la cerveza solamente podía utilizarse agua, malta de cebada, levadura y lúpulo.
- 1521: en la Guerra de las Comunidades de Castilla, las tropas de Carlos I derrotan a los comuneros en la batalla de Villalar.
- 1529: Carlos I, a cambio de dinero, concede a Portugal derechos sobre tierras por conquistar.
- 1563: en España se inician las obras del Monasterio de El Escorial.
- 1621: en Alemania se disuelve la Unión Protestante (también conocida como la Unión Evangélica o Unión de Auhausen).
- 1800: en Sajonia (Alemania) un tornado destruye la villa de Hainichen y aplasta árboles (y les arranca la corteza) en los bosques aledaños, dejando una huella de cientos de metros de anchura.
- 1824: el Congreso Federal de Centroamérica abole la esclavitud.
- 1827: en Canadá, el novelista británico-escocés John Galt funda la villa de Guelph.
- 1827: se inaugura la primera línea de correos entre Cuba y España.
- 1844: en Santiago de Chile se inicia la publicación de los Anales de la Universidad de Chile, la obra periódica en español más antigua de América.
- 1851: en Canadá circula el primer sello.
- 1868: en el Reino de España, Luis González Bravo es nombrado presidente del Gobierno.
- 1873: en África estalla la guerra Ashanti.
- 1873: en Indonesia, Países Bajos inicia la guerra contra el sultán de Achin.
- 1889: en Suecia se funda Partido Socialdemócrata Sueco.
- 1904: Estados Unidos adquiere la compañía francesa del Canal de Panamá.
- 1909: en Madrid (España) se registra un terremoto de gran intensidad.
- 1917: en Madrid (España), comienza el inicio de la construcción del Metro de Madrid[1]
- 1920: se funda la Gran Asamblea Nacional de Turquía (TBMM) en Ankara. La asamblea denuncia al gobierno del sultán Mehmed VI y anuncia la preparación de una constitución temporal.
- 1923: en Londres (Reino Unido) se concluye la construcción del estadio de Wembley en solo 300 días.
- 1923: se funda el Comité Olímpico Mexicano.
- 1925: se edita la primera edición de El Quijote en sistema Braille.
- 1929: en España, la ciudad de Barcelona rebasa el millón de habitantes.
- 1930: Hendrik van Gent descubre el asteroide Ariane (1225).
- 1942: En el contexto de la Segunda Guerra Mundial, se inicia una serie de bombardeos sobre la ciudad alemana de Rostock que durarían hasta el 27 (inclusive) del mismo mes, y cuyas consecuencias fueron la destrucción de la mayor parte del casco histórico y en el que 40.000 personas se quedaron sin techo, junto con 216 víctimas mortales. Las fábricas aeronáuticas Heinkel solo fueron alcanzadas el último día, perdiendo solo un mes de producción.[2]
- 1944: en Nueva York, la ONU crea el Día del Idioma Español.
- 1945: en el norte de Italia ―en el marco de la Segunda Guerra Mundial― llegan tropas aliadas al río Po.
- 1945: en Torgau, a orillas del río Elba (en el este de Alemania) ―en el marco de la Segunda Guerra Mundial― se encuentran tropas estadounidenses y soviéticas como aliados contra la Alemania nazi.
- 1949: se funda la Armada del Ejército Popular de Liberación de China.
- 1951: en México inicia el Primer Congreso de Academias de la Lengua Española, que finaliza el 6 de mayo con la creación de la Asociación de Academias de la Lengua Española.
- 1957: en Barcelona se entregan por primera vez los Premios San Jorge de Cinematografía.
- 1958: en Matanzas (Cuba), Cecilio Fernández Suero, esbirro de la dictadura batistana, asesina al combatiente revolucionario Julián Domingo Alemán (40).
- 1960: en Estados Unidos, el Gobierno otorga el permiso a la píldora para ser vendida explícitamente como anticonceptivo oral.[3]
- 1961: en el programa televisivo Universidad Popular (La Habana), Fidel Castro informa sobre la Invasión de Playa Girón.
- 1961: en Panamá, la familia Chiari funda TVN (Televisora Nacional).
- 1963: en Washington (Estados Unidos), el presidente John F. Kennedy ordena a la CIA la tarea de calcular los posibles sucesos en caso de que «muriera» Fidel Castro.
- 1966: en un pozo artificial a 168 metros bajo tierra, en el área U2m1 del Sitio de pruebas atómicas de Nevada (a unos 100 km al noroeste de la ciudad de Las Vegas), a las 6:13 (hora local) Estados Unidos detona su bomba atómica Fenton, de 1.4 kt. Es la bomba n.º 459 de las 1132 que Estados Unidos detonó entre 1945 y 1992.
- 1967: despega el Soyuz 1, primer vuelo tripulado de una nueva serie de naves espaciales de la Unión Soviética, con un único tripulante, el coronel Vladímir Mijáilovich Komarov, que murió cuando la nave se estrelló en su regreso a la Tierra. Se trató del primer accidente mortal en vuelo registrado de la historia de los vuelos espaciales.
- 1968: Sudáfrica es excluida de los Juegos Olímpicos de México debido a su política racista de apartheid (que el año anterior había sido eliminada en los Estados Unidos).
- 1968: en un pozo a 229 metros bajo tierra, en el área U19n del Sitio de pruebas atómicas de Nevada (a unos 100 km al noroeste de la ciudad de Las Vegas), a las 17:01 (hora local) Estados Unidos detona su bomba atómica Scroll, de 6 kt. Es la bomba n.º 555 de las 1132 que Estados Unidos detonó entre 1945 y 1992.
- 1971: en Cuba se celebra el Primer Congreso Nacional de Educación y Cultura.
- 1972: emprenden el viaje de regreso de la Luna los tres astronautas de la nave estadounidense Apolo 16.
- 1974: en Cerro de Pasco (Perú) se funda el club Unión Minas. Tiene la cancha más alta del mundo, a más de 4000 metros sobre el nivel del mar.
- 1975: en Estados Unidos, el presidente Gerald Ford anuncia fin de la guerra en Vietnam.
- 1976: en España se inaugura el Premio Cervantes (que se entrega en el Colegio Mayor de San Ildefonso de Alcalá de Henares).
- 1976: en Barcelona se inaugura el diario Avui, en catalán.
- 1977: en España se legalizan los sindicatos, prohibidos por la dictadura de Franco.
- 1977: en Barcelona (España), 100 000 personas se manifiestan solicitando el Estatuto de Autonomía para la comunidad autónoma de Cataluña.
- 1978: en Cuba se celebra el Congreso Nacional de Educación y Cultura.
- 1982: la empresa Sinclair Research, fundada por Clive Marles Sinclair, lanza al mercado la microcomputadora ZX Spectrum un hito histórico en la informática doméstica. Permitía usar un televisor color como pantalla (una novedad para la época) y en su primer modelo admitía 16 kB de RAM, que llegó a 128 kB en su última versión. El equipo tenía un microprocesador Zilog Z80A de 8 bits que corría a 3,5 MHz.
- 1983: en Alemania, la canción Si la vie est cadeau (de Corinne Hermès), gana por Luxemburgo la XXVIII Edición de Eurovisión celebrada en Múnich.
- 1987: en Uruguay, el Club Atlético Peñarol gana contra el Club Nacional de Football en el que se conoce como el "Clásico de los Ocho contra Once".
- 1993: los eritreos votan abrumadoramente por la independencia de Etiopía en un referéndum supervisado por las Naciones Unidas.
- 1993: el político de Sri Lanka, Lalith Athulathmudali (56), es asesinado mientras se dirigía a una reunión, aproximadamente cuatro semanas antes de las elecciones del Consejo Provincial para la Provincia Occidental.
- 1994: se descubre la partícula subatómica «cuark cima».
- 1996: en España, el novelista español y premio Nobel de Literatura Camilo José Cela recibe el premio Cervantes.[4]
- 1999: la OTAN bombardea el edificio de la TV pública de Serbia, lo que constituye un crimen de guerra conforme a la Convención de Ginebra
- 2001: en Teherán (Irán) se celebra una conferencia internacional en apoyo a la Intifada palestina.
- 2003: en Pekín (China) se cierran todas las escuelas debido al virus SARS.
- 2004: en España, el poeta chileno Gonzalo Rojas recibe el premio Cervantes 2003.
- 2005: se sube el primer video en YouTube.
- 2009: en los Estados Unidos se lanza al mercado la versión 9.04 (también llamada Jaunty Jackalope), nueva versión de la popular distribución de GNU/Linux Ubuntu.
- 2009: en México aparece un nuevo brote de la gripe A H1N1, que posteriormente aparecerá en diferentes países del mundo.
- 2015: en Buenos Aires, Argentina, el Club Atlético Excursionistas re-inaugura su Estadio.
- 2022: en Sevilla, España, en el estadio de La Cartuja, el Real Betis Balompié gana su tercera Copa del Rey.

## Nacimientos
- 1170: Isabel de Henao, aristócrata francesa (f. 1190), reina consorte de Francia entre 1180-1190 como primera esposa del rey Felipe II.
- 1185: Alfonso II el Gordo, rey portugués (f. 1223).
- 1464: Juana de Valois, aristócrata francesa, esposa del rey Luis XII (f. 1505).
- 1487: Georgius Macropedius, humanista y dramaturgo neerlandés (f. 1558).
- 1522: Catalina de Ricci, santa italiana (f. 1590).
- 1564: William Shakespeare (posiblemente), dramaturgo, poeta y actor inglés (f. 1616).
- 1594: Serrallonga (Joan Sala i Ferrer), bandolero catalán (f. 1634).
- 1640: Mariana Alcoforado, religiosa portuguesa (f. 1723).
- 1697: George Anson, militar británico (f. 1762).
- 1720: Gaón de Vilna, rabino judío lituano (f. 1797).
- 1723: James Gray (Hannah Snell), militar británica que se hizo pasar por hombre (f. 1792).
- 1728: Samuel Wallis, navegante y explorador británico (f. 1795).
- 1775: Joseph Mallord William Turner, pintor británico (f. 1851).
- 1791: James Buchanan, político estadounidense y 15.º presidente desde 1857 hasta 1861 (f. 1868).
- 1804: Marie Taglioni, bailarina sueca (f. 1884).
- 1805: Karl Rosenkranz, filósofo alemán (f. 1879).
- 1813: Federico Ozanam, beato francés (f. 1853).
- 1823: Abd-ul-Mejid I, sultán otomano (f. 1861).
- 1828: Alberto I de Sajonia, rey sajón (f. 1902).
- 1837: Juan Bautista Cabrera Ibarz, poeta, teólogo y reformista español (f. 1916).
- 1855: Marco Fidel Suárez, escritor y político colombiano, presidente entre 1918 y 1921 (f. 1927).
- 1857: Ruggero Leoncavallo, compositor italiano (f. 1919).
- 1858: Max Planck, físico y matemático alemán, premio nobel de física en 1918 (f. 1947).
- 1867: Johannes Andreas Grib Fibiger, médico danés, premio nobel de medicina en 1926 (f. 1928).
- 1868: Pedro Balmaceda, escritor y periodista chileno (f. 1889).
- 1880: Michel Fokine, coreógrafo y bailarín ruso (f. 1942).
- 1882: Albert Coates, músico anglorruso (f. 1953).
- 1882: Augusto d'Halmar, escritor y poeta chileno (f. 1950).
- 1884: Juan Bautista Castagnino, empresario y mecenas argentino (f. 1925).
- 1885: Claudio Fox, militar mexicano (f. 1961).
- 1891: Serguéi Prokófiev, compositor ruso (f. 1953).
- 1893: Frank Borzage, cineasta estadounidense (f. 1962).
- 1893: Jorge de Lima, escritor, traductor, pintor, político y médico brasileño (f. 1953).
- 1894: Cow Cow Davenport, pianista y compositor estadounidense de blues (f. 1956).
- 1896: Charlie Rivel, payaso español (f. 1983).
- 1897: Lester Bowles Pearson, político y diplomático canadiense, premio nobel de la paz en 1957 (f. 1972).
- 1899: Bertil Ohlin, economista sueco, premio en Ciencias Económicas en memoria de Alfred Nobel en 1977 (f. 1979).
- 1902: Halldór Laxness, escritor islandés, premio nobel de literatura en 1955 (f. 1998).
- 1904: Aída Sullivan, primera dama mexicana (f. 1975).
- 1908: Alberto Medina, mártir revolucionario cubano.
- 1908: Jorge Toriello Garrido, líder civil revolucionario guatemalteco (f. 1998).
- 1910: Sheila Scott Macintyre, matemática británico-escocesa (f. 1960).
- 1910: Simone Simon, actriz francesa (f. 2005).
- 1915: José Lahoz, ciclista español (f. 2011).
- 1917: Gerardo Antón, político español (f. 2011).
- 1918: Maurice Druon, escritor francés (f. 2009).
- 1919: Epifanio Fernández (Epi), futbolista español (f. 1977).
- 1923: Alejandro Hales, político chileno (f. 2001).
- 1923: Manuel Mejía Vallejo, escritor colombiano (f. 1998).
- 1926: Amalia Avia, pintora española (f. 2011).
- 1926: James Patrick Donleavy, escritor estadounidense de origen irlandés (f. 2017).
- 1926: Gerardo Rueda, pintor abstracto español (f. 1996).
- 1927: Manuel Rivera Hernández, pintor español (f. 1995).
- 1928: Shirley Temple, actriz infantil y diplomática estadounidense (f. 2014).
- 1929: George Steiner, filósofo, líder de secta y ensayista francés (f. 2020).
- 1932: Cacho Fontana (Norberto Palese), locutor y presentador de televisión argentino (f. 2022).
- 1932: Halston, diseñador de moda estadounidense (f. 1990).
- 1933: Annie J. Easley, ingeniera informática, trabajó para la NASA (f. 2011).
- 1934: Jaime de Jaraíz, pintor español (f. 2007).
- 1935: Franco Citti, actor italiano (f. 2016).
- 1936: Víctor Cervera Pacheco, político mexicano (f. 2004).
- 1936: Georgina Herrera, poetisa y escritora cubana (f. 2021).
- 1936: Roy Orbison, cantante estadounidense (f. 1988).
- 1936: David Ratto, publicista argentino (f. 2004).
- 1939: Jorge Fons, cineasta mexicano (f. 2022).
- 1939: Lee Majors, actor estadounidense.
- 1940: Danilo Astori, economista y político uruguayo (f. 2023).
- 1940: Dietrich Schwanitz, escritor alemán (f. 2004).
- 1941: Paavo Lipponen, político finlandés.
- 1941: Ray Tomlinson, programador informático estadounidense (f. 2016).
- 1942: Sandra Dee, actriz estadounidense (f. 2005).
- 1943: Frans Koppelaar, pintor neerlandés.
- 1943: Iñaki Sáez, futbolista y entrenador español.
- 1943: Hervé Villechaize, actor francés (f. 1993).
- 1944: Juan de Loxa, escritor, poeta y periodista español (f. 2017).
- 1944: Eduardo Flores, futbolista y entrenador argentino (f. 2022).
- 1946: Andrés Junquera, futbolista español (f. 2019).
- 1947: Glenn Cornick, bajista británico, de la banda Jethro Tull (f. 2014).
- 1947: Pepe Carabias, actor español.
- 1948: Álvaro Caruncho, pintor español (f. 2011).
- 1952: Jean-Dominic Bauby, periodista francés (f. 1997).
- 1952: Tian Zhuang-zhuang, cineasta chino.
- 1953: Javier Vidal Pradas, actor, periodista, dramaturgo, profesor universitario y director teatral venezolano.
- 1954: Michael Moore, cineasta estadounidense.
- 1955: Judy Davis, actriz australiana.
- 1955: Fumi Hirano, seiyū japonesa.
- 1955: Tony Miles, ajedrecista británico (f. 2001).
- 1955: Alicia Zanca, actriz y directora argentina (f. 2012).
- 1958: Hilmar Örn Hilmarsson, compositor islandés.
- 1958: Tove Jensen, actriz porno sueca.
- 1958: Jorge Márquez, escritor español.
- 1958: Radu Mihăileanu, cineasta rumano
- 1960: Steve Clark, guitarrista británico, de la banda Def Leppard (f. 1991).
- 1960: Valerie Bertinelli, actriz estadounidense.
- 1961: George Lopez, actor y comediante estadounidense.
- 1961: Pierluigi Martini, piloto italiano de automovilismo.
- 1961: Miguel Rep, dibujante y humorista gráfico argentino.
- 1961: Victoria Villalobos, cantante peruana de música criolla.
- 1962: John Hannah, actor británico.
- 1964: Estrella Acosta, cantante cubana.
- 1964: Hossein Amir-Abdollahian, político y diplomático iraní (f. 2024).
- 1968: Timothy McVeigh, terrorista estadounidense (f. 2001).
- 1969: Martín López-Zubero, nadador español.
- 1969: Tony McGuinness, DJ y guitarrista británico, de la banda Above & Beyond.
- 1969: Yelena Shushunova, gimnasta soviética (f. 2018).
- 1970: Claudio Quinteros, actor argentino (f. 2013).
- 1972: Patricia Manterola, cantante y actriz mexicana.
- 1972: Simone Mori, ciclista italiano.
- 1972: Sonya Smith, actriz venezolana-estadounidense.
- 1973: Peter Aluma, baloncestista nigeriano (f. 2020).
- 1973: Iñaki Berruet, futbolista español.
- 1973: Agmeth Escaf, actor y presentador de televisión colombiano.
- 1973: Marcela Pezet, actriz y conductora mexicana.
- 1973: Pablo Rotchen, futbolista argentino.
- 1973: Félix Labrador Arroyo, historiador español.
- 1974: Carlos Dengler, músico estadounidense, de la banda Interpol.
- 1975: Jón Þór Birgisson, cantante islandés, de la banda Sigur Rós.
- 1976: Pasión Vega, cantante española.
- 1976: Ricardo Kleinbaum, actor mexicano.
- 1977: John Cena, luchador profesional estadounidense.
- 1977: Andruw Jones, beisbolista curazoleño.
- 1977: Lee Young-pyo, futbolista surcoreano.
- 1977: Kal Penn, actor estadounidense.
- 1977: Ígor Usminski, futbolista ruso.
- 1977: Cristian Zenoni, futbolista italiano.
- 1978: Gezahegne Abera, atleta etíope.
- 1978: Clemente Alonso, triatleta español.
- 1978: Saori Obata, tenista japonesa.
- 1978: Inti Podestá, futbolista uruguayo.
- 1978: Jesús Manuel Ortiz, político y abogado puertorriqueño.
- 1979: Maria Kihl, actriz sueca.
- 1979: Jaime King, actriz y modelo estadounidense.
- 1979: Carlos Silva, beisbolista venezolano.
- 1979: Roberto Manrique, actor ecuatoriano.
- 1979: Lauri Ylönen, cantautor finlandés, de la banda The Rasmus.
- 1980: Paulina Gálvez, modelo salvadoreña.
- 1980: Michelle Manterola, actriz mexicana.
- 1980: Marjorie de Sousa, actriz venezolana.
- 1981: Javad Kazemian, futbolista iraní.
- 1981: Iriney Santos da Silva, futbolista brasileño.
- 1981: Chris Sharma, escalador estadounidense.
- 1981: Gemma Whelan, actriz británica.
- 1983: María Alché, actriz, productora, directora y fotógrafa argentina.
- 1983: Daniela Hantuchová, tenista eslovaca.
- 1983: Yves Bitséki Moto, futbolista gabonés.
- 1983: Eduardo Pincelli, futbolista brasileño.
- 1983: Leon Andreasen, futbolista danés.
- 1984: Lil Eazy-E, rapero estadounidense.
- 1984: Aleksandra Kosteniuk, ajedrecista rusa.
- 1984: Adnan Al-Hafez, futbolista sirio.
- 1985: Taio Cruz, cantante británico.
- 1985: Daniel Miguélez Martínez, futbolosta español.
- 1986: Carlos Álvarez Sánchez, futbolista español.
- 1986: Ramón Cardozo, futbolista paraguayo.
- 1986: Yannis Philippakis, compositor, guitarrista y cantante británico, de la banda Foals.
- 1986: Eduardo Schwank, tenista argentino.
- 1986: Jessica Stam, modelo canadiense.
- 1987: John Boye, futbolista ghanés.
- 1987: Boaz Mauda, cantante israelí.
- 1988: Roald van Hout, futbolista neerlandés.
- 1988: Manfred Icuté, futbolista guatemalteco.
- 1989: Abdulaziz Al-Muqbali, futbolista omaní.
- 1989: Yin Chang, actriz estadounidense.
- 1989: Andraž Struna, futbolista esloveno.
- 1989: Nicole Vaidišová, tenista checa.
- 1990: Josu Ozkoidi Alba, futbolista español.
- 1990: Silvan Büchli, futbolista suizo.
- 1990: Dev Patel, actor británico.
- 1990: Mathias Jørgensen, futbolista danés.
- 1990: Sofia Jakobsson, futbolista sueca.
- 1990: Matthew Underwood, actor estadounidense.
- 1991: Nathan Baker, futbolista británico.
- 1991: Marlon Wessel, actor alemán.
- 1994: Ihlas Bebou, futbolista togolés.
- 1994: Yahaira Plasencia, cantante, modelo, bailarina, compositora y empresaria peruana.
- 1994: Song Kang, actor surcoreano.
- 1995: Gigi Hadid, modelo estadounidense.
- 1996: Álex Márquez, piloto de motociclismo español.
- 1996: Zohar Mohamed Zarwan, futbolista esrilanqués.
- 1997: Tobi Amusan, atleta nigeriana.
- 1997: Myer Bevan, futbolista neozelandés.
- 1997: Vlatko Stojanovski, futbolista macedonio.
- 1998: Jean Jules Sepp Mvondo, futbolista camerunés.
- 1998: David Ribeiro, futbolista brasileño.
- 1999: Chaeyoung, integrante del grupo Twice.
- 1999: Maiya Doroshko, nadadora rusa.
- 1999: Sumire Morohoshi, seiyū japonesa.
- 1999: Luca Ranieri, futbolista italiano.
- 1999: Carlos Vicente Robles, futbolista español.
- 1999: David Vicente, futbolista español.
- 1999: Laufey, cantautora islandesa.
- 2000: Thomas Burns, taekwondista neozelandés.
- 2000: Jeno, integrante del grupo NCT.
- 2000: Chloe Kim, snowboarder estadounidense.
- 2000: Warmed Omari, futbolista francés.
- 2000: Franco Agustín Romero, futbolista argentino.
- 2000: Anastasiya Rybakova, gimnasta artística bielorrusa.
- 2001: Cata Coll: futbolista española.
- 2001: Jorge Padilla Soler, futbolista español.
- 2002: Isidora Olave, futbolista chilena.
- 2003: Sekou Yansané, futbolista francés.
- 2004: Teagan Croft, actriz australiana.
- 2004: Anastasiia Sobolieva, tenista ucraniana.
- 2018: Luis de Gales, príncipe del Reino Unido.

## Fallecimientos
- 303: San Jorge, soldado romano y mártir (n. 275).
- 915: Yang Shihou, general chino (n. 860).
- 997: Adalberto de Praga, obispo húngaro (n. 956).
- 1016: Etelredo II el Indeciso, rey inglés (n. 968).
- 1380: Catalina de Siena, religiosa dominica italiana (n. 1347).
- 1476: Fernán Gómez de Guzmán, noble y comendador español (1476).
- 1616: William Shakespeare (según el calendario juliano), dramaturgo, poeta y actor inglés (n. 1564).
- 1616: Inca Garcilaso de la Vega, escritor e historiador español (n. 1539).
- 1643: Luis XIII, rey francés entre 1617 y 1643 (n. 1601).
- 1728: Tomás de Torrejón y Velasco, organista y compositor español (n. 1644).
- 1794: Lamoignon-Malesherbes, político francés (n. 1721).
- 1825: Friedrich Müller, poeta, dramaturgo y pintor alemán (n. 1749).
- 1839: Jacques Félix Emmanuel Hamelin, almirante y explorador francés (n. 1768).
- 1850: William Wordsworth, poeta británico (n. 1770).
- 1865: Diego de Argumosa, médico español (n. 1792).
- 1868: Bhanu-Bhakta Acharia, poeta y traductor nepalí (n. 1814).
- 1868: Ramón María Narváez, militar y político español (n. 1800).
- 1869: José María Plá, político uruguayo, presidente interino (n. 1794).
- 1889: Jules Barbey d'Aurevilly, escritor y periodista francés (n. 1808).
- 1889: Eugenia de Suecia, aristócrata y reina sueca (n. 1830).
- 1898: Juan Delgado González, general cubano mambí.
- 1918: Nicolás Achúcarro, médico y neurocientífico español (n. 1880).
- 1926: Theodore Roussel, pintor británico de origen francés (n. 1847).
- 1931: Isabel de Borbón, la Chata, aristócrata española, hija de la reina Isabel II (n. 1851).
- 1936: Eugenio Noel (Eugenio Muñoz Díaz), escritor español (n. 1885).
- 1936: Teresa de la Parra, escritora venezolana (n. 1889).
- 1941: Karin Boye, poetisa y novelista sueca (n. 1900).
- 1951: Charles Gates Dawes, financiero y político estadounidense, premio nobel de la paz en 1925 (n. 1865).
- 1952: Elisabeth Schumann, soprano alemana (n. 1888).
- 1956: Nikolái Simoniak, militar soviético (n. 1901)
- 1967: Edgar Neville, escritor, cineasta y pintor español (n. 1899).
- 1975: William Hartnell, actor británico (n. 1908).
- 1976: José Antonio Elola-Olaso, político español (n. 1909).
- 1976: Serguéi Shtemenko, militar soviético (n. 1907).
- 1978: Juan de Contreras y López de Ayala, aristócrata, político y literato español (n. 1893).
- 1981: Josep Pla, escritor español (n. 1897).
- 1984: Red Garland, pianista estadounidense (n. 1923).
- 1984: Vicente Solano Lima, político peronista argentino (n. 1901).
- 1986: Otto Preminger, cineasta austríaco-estadounidense (n. 1905).
- 1990: Paulette Goddard, actriz estadounidense (n. 1910).
- 1991: Johnny Thunders, cantante y guitarrista estadounidense, de la banda New York Dolls (n. 1952).
- 1992: Satyajit Ray, cineasta indio (n. 1921).
- 1993: Bertus Aafjes, escritor neerlandés (n. 1914).
- 1993: César Chávez, activista social mexicano-estadounidense (n. 1927).
- 1994: Lucho Bermúdez, fue un músico, compositor, arreglista, director e intérprete colombiano, es considerado uno de los más importantes intérpretes y compositores de música popular colombiana del siglo XX (n. 1912).
- 1996: P. L. Travers, escritora australiana (n. 1899).
- 1998: Constantinos Karamanlís, político griego (n. 1907).
- 1998: James Earl Ray, criminal estadounidense (n. 1928).
- 2002: Alfredo Pons, historietista español (n. 1958).
- 2005: John Mills, actor británico (n. 1908).
- 2006: Alfredo González Gutiérrez, economista cubano especialista en cuestiones de Economía Global y Planificación Perspectiva.
- 2007: Borís Yeltsin, político ruso, presidente entre 1991 y 1999 (n. 1931); insuficiencia cardiaca.
- 2011: Otto Meruelo (91), periodista y policía batistano cubano; tras 20 años de prisión fue expulsado a Estados Unidos en 1980 (n. 1920).
- 2013: Juan José Manauta, escritor argentino (n. 1919).
- 2015: Sixto Valencia Burgos, historietista y dibujante mexicano (n. 1934).
- 2016: Miguel Picazo, cineasta español (n. 1927).
- 2017: Luis Pércovich, químico farmacéutico y político peruano (n. 1931).
- 2019: Roberto Fernández Iglesias (77), escritor, periodista y docente panameño expatriado en México (n. 1941).[5]
- 2019: Juan de Luxemburgo, gran duque entre 1964 y 2000 (n. 1921).
- 2019: Lorenzo Quinteros (73), actor, docente y director teatral argentino (n. 1945).
- 2021: Mario Meoni, político argentino (n. 1965).
- 2021: Milva, cantante y actriz italiana (n. 1939).
- 2023: Alberto Mazzini, modelo, conductor actor argentino (n. 1942).
- 2024: Itxaso Mardones, periodista española (n. 1979).

## Celebraciones
- Día Internacional del Libro.[6]

- Día del Idioma Español.

Compartidas
- Naciones Unidas: 
  - Día de la Lengua Española en las Naciones Unidas.
  - Día de la Lengua Inglesa en las Naciones Unidas.

 Por países
(Por orden alfabético)
- Alemania
  - Día de la Cerveza Alemana.

- Argentina: 
  - Día del Arma de Caballería del Ejército Argentino.
Por su patrono San Jorge.[7]
  - Día del Agrimensor.[8]

- Chile: 
  - Temuco: Día del Comerciante de la Feria Pinto.[9]

- Colombia: 
  - Día del Idioma.
  - Día del Bibliotecólogo.
  - Aniversario del buque oceanográfico ARC "Providencia", plataforma de investigación científica marina de Colombia.[10]
El buque ARC "Providencia" es una plataforma de investigación marítima que fue construida en Leer, Alemania, en el Astillero Martin Jansen, fue incorporada a la Armada de Colombia el 23 de abril de 1981, y bautizada con el nombre de ARC “Providencia” en honor a la isla que conforma el Archipiélago de San Andrés y Providencia, el 24 de julio de este mismo año.

- Turquía: 
  - Día de la Infancia y la Soberanía Nacional.

Religiosas
- Data de Oggun.

### Santoral católico
- San Jorge.[11](imagen ilustrativa).
- San Adalberto de Praga.

 Por países
(Por orden alfabético)
- Brasil: 
  -  Río de Janeiro: 
    - Día de San Jorge.

- España: 

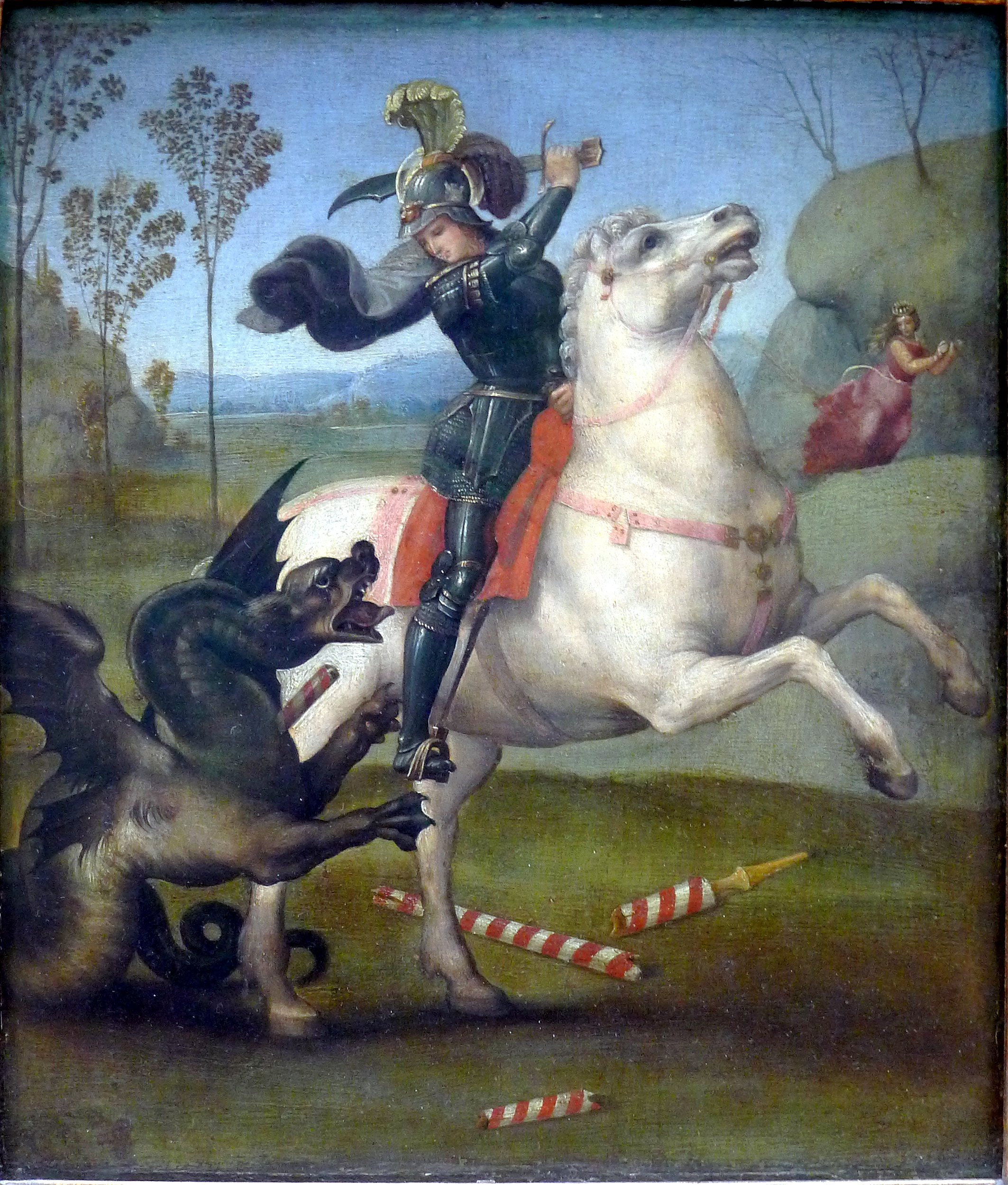
San Jorge y el dragón, pintado en 1504 por Rafael.

  - Celebración de la lucha entre moros y cristianos en diversas localidades, en conmemoración a San Jorge.
  -  Provincia de Alicante,  Alcoy: 
    - tercer día de las fiestas en honor a su patrón, San Jorge, que según una leyenda ayudó a los cristianos en su lucha contra los musulmanes.

  -  Aragón: 
    - Día de Aragón, en honor a su patrón, San Jorge.

  -  Castilla y León: 
    - Día de Castilla y León o Día de Villalar, día festivo cuyo origen se remonta a la derrota de los comuneros en la Batalla de Villalar.

  -  Cataluña: 
    - Día de San Jorge, patrón de Cataluña, patronazgo cuyo origen es común con Aragón desde el siglo XV.

- Reino Unido:
  -  Inglaterra: Día de San Jorge, patrón de Inglaterra.

- Rumania: 
  - San Jorge, protector de los niños.